# Forbundsdagsvalget 1961
Valget i Tyskland 1961 var valget til den fjerde tyske Forbundsdag og blev afholdt den 17. september det år.
Konrad Adenauer blev siddende som kansler for en koalitionsregering bestående af CDU/CSU og FDP. I 1963 gik Adenauer alligevel af efter 14 år ved magten på grund av den såkaldte Spiegelaffære, hvor det kom frem at kansleren havde beordret fem journalister arresteret efter at de havde offentliggjort et notat om den angivelig dårlige forfatning som den tyske hær var i, stillet overfor den østeuropæiske kommunistiske hær. Ludwig Erhard blev ny kansler.

## Resultater
| Parti  | Partilistestemmer | Procent (ændring) | Procent (ændring) | Pladser (ændring) | Pladser (ændring) | Procent af pladser |
| ------ | ----------------- | ----------------- | ----------------- | ----------------- | ----------------- | ------------------ |
| CDU    | 11,283,901        | 35.8%             | -3.9%             | 192               | -23               | 38.5%              |
| CSU    | 3,014,471         | 9.5%              | -1.0%             | 50                | -5                | 10.0%              |
| FDP    | 4,028,766         | 12.8%             | +5.1%             | 67                | +26               | 13.4%              |
| SPD    | 11,427,355        | 36.2%             | +4.5%             | 190               | +21               | 38.1%              |
| Andre  | 1,796,408         | 5.7%              |                   | 0                 |                   | 0.0%               |
| Totalt | 31,550,901        | 100.0%            |                   | 499               | +2                | 100.0%             |

## Eksterne Henvisninger
- Wikimedia Commons har flere filer relateret til Valget i Tyskland 1961